# Primærrute 16
De Primærrute 16 is een hoofdweg in Denemarken. De weg loopt van Kopenhagen via Hillerød, Grenaa, Randers en Viborg naar Ringkøbing. De Primærrute 16 loopt over het eiland Seeland en het schiereiland Jutland en is ongeveer 361 kilometer lang. Daarmee is de weg de langste hoofdweg van Denemarken. Tussen Seeland en Jutland is een veerverbinding.

## Hillerødmotorvejen
Een deel van de Primærrute 16 is uitgevoerd als autosnelweg. Deze Hillerødmotorvejen verbindt Kopenhagen en Allerød met elkaar.